# Cessna 441 Conquest II
Cessna 441 Conquest II är ett tvåmotorigt, lågvingat monoplan från Cessna i helmetallkonstruktion försett med ett infällbart landställ. Maskinen rymmer åtta till tio passagerare samt en eller två mans besättning.